# Dans la gueule du loup (film, 1961)
Pour les articles homonymes, voir Dans la gueule du loup.
Pour plus de détails, voir Fiche technique et Distribution.
Dans la Gueule du Loup est un film français réalisé par Jean-Charles Dudrumet, sorti en 1961.

## Synopsis
Par besoin d'argent, Henri Barbier et sa femme Myriam acceptent d'être mêlés à une histoire louche : la femme de l'armateur Yanakos, Barbara, de connivence avec Odette, sa belle fille, va simuler le vol de ses bijoux. Henri organisera le faux cambriolage. L'opération réussit et Yanakos récupère les bijoux détenus par Henry contre une forte somme. Les affaires se gâtent ensuite, Odette étant retrouvée assassinée chez Henry. Celui-ci supprime le cadavre mais est soupçonné par le commissaire Rémy. Barbara Yanakos s'est débarrassée de sa complice en la faisant abattre par son secrétaire. Une bande magnétique va pourtant innocenter Henry...

## Fiche technique
- Réalisation : Jean-Charles Dudrumet
- Scénario : D'après le roman de James Hadley Chase Mise en caisse
- Adaptation : Michel Lebrun, Jean-Charles Dudrumet
- Dialogue : Fred Kassak
- Images : Pierre Guéguen
- Décors : Olivier Girard
- Son : René Sarazin
- Montage : Janine Verneau
- Durée : 73 minutes
- Production : Panda Films
- Chef de production : Robert Ciriez-d'Aubigny
- Genre : Policier
- Première présentation : 21 juin 1961

## Distribution
- Magali Noël : Barbara Yanakos, la femme de l'armateur
- Pascale Roberts : Myriam Barbier, la femme d'Henri
- Françoise Vatel : Odette, la belle-fille de Barbara
- Félix Marten : Henri Barbier
- Pierre Mondy : le commissaire Rémy
- Daniel Ceccaldi : Roger
- Don Ziegler : Yanakos, l'armateur
- Jacques Dufilho : Paul Prunier
- Édouard Francomme : Le conférencier
- Daniel Gélin : Un drogué
- Geneviève Morel
- Dany Saval
- Pierre Doris
- Jean-Louis Le Goff
- Pierre Paulet
- Louis Saintève
- Paul Préboist
- Bourvil : figuration , lui même en tout début de film